# Iwo Kaczmarski
Iwo Kaczmarski (ur. 16 kwietnia 2004 w Kielcach) – polski piłkarz, występujący na pozycji pomocnika w Empoli.

## Kariera Klubowa
Iwo Kaczmarski jest wychowankiem Korony Kielce. Od 2013 roku zaczął występować w juniorskich sekcjach Korony. W listopadzie 2019 roku został przeniesiony do Korony Kielce II, a 28 lutego 2020 został zawodnikiem pierwszej drużyny "Scyzoryków". 14 czerwca 2020 Kaczmarski zadebiutował w barwach Korony w przegranym 0:3 meczu przeciwko Lechowi Poznań, wchodząc na boisko w 88 minucie za Jakuba Żubrowskiego. W dniu debiutu Kaczmarski miał 16 lat i 59 dni, co czyni go najmłodszym graczem Korony Kielce w historii, który grał w Ekstraklasie. 18 stycznia 2021 przeniósł się do Rakowa Częstochowa.
30 stycznia 2022 roku Kaczmarski został wypożyczony do włoskiego klubu Empoli.

## Statystyki
Aktualne na 11 lutego 2022
| Klub              | Sezon        | Liga         | Liga  | Liga | Puchar krajowy | Puchar krajowy | Inne  | Inne | Razem | Razem |
| Klub              | Sezon        | Rozgrywki    | Mecze | Gole | Mecze          | Gole           | Mecze | Gole | Mecze | Gole  |
| ----------------- | ------------ | ------------ | ----- | ---- | -------------- | -------------- | ----- | ---- | ----- | ----- |
| Korona Kielce     | 2019/2020    | Ekstraklasa  | 4     | 1    | -              | -              | -     | -    | 4     | 1     |
| Korona Kielce     | 2020/2021    | I liga       | 15    | 0    | 2              | 0              | -     | -    | 17    | 0     |
| Raków Częstochowa | 2020/2021    | Ekstraklasa  | 2     | 0    | 0              | 0              | -     | -    | 2     | 0     |
| Raków Częstochowa | 2021/2022    | Ekstraklasa  | 1     | 0    | 1              | 0              | -     | -    | 2     | 0     |
| Empoli FC (wyp.)  | 2021/2022    | Serie A      | 0     | 0    | 0              | 0              | 1     | 0    | 1     | 0     |
| Cała kariera      | Cała kariera | Cała kariera | 22    | 1    | 3              | 0              | 1     | 0    | 26    | 1     |

## Uwaga
1. ↑  Uwzględniono: Liga Młodzieżowa UEFA 1 (0)